# Операція «Демон»

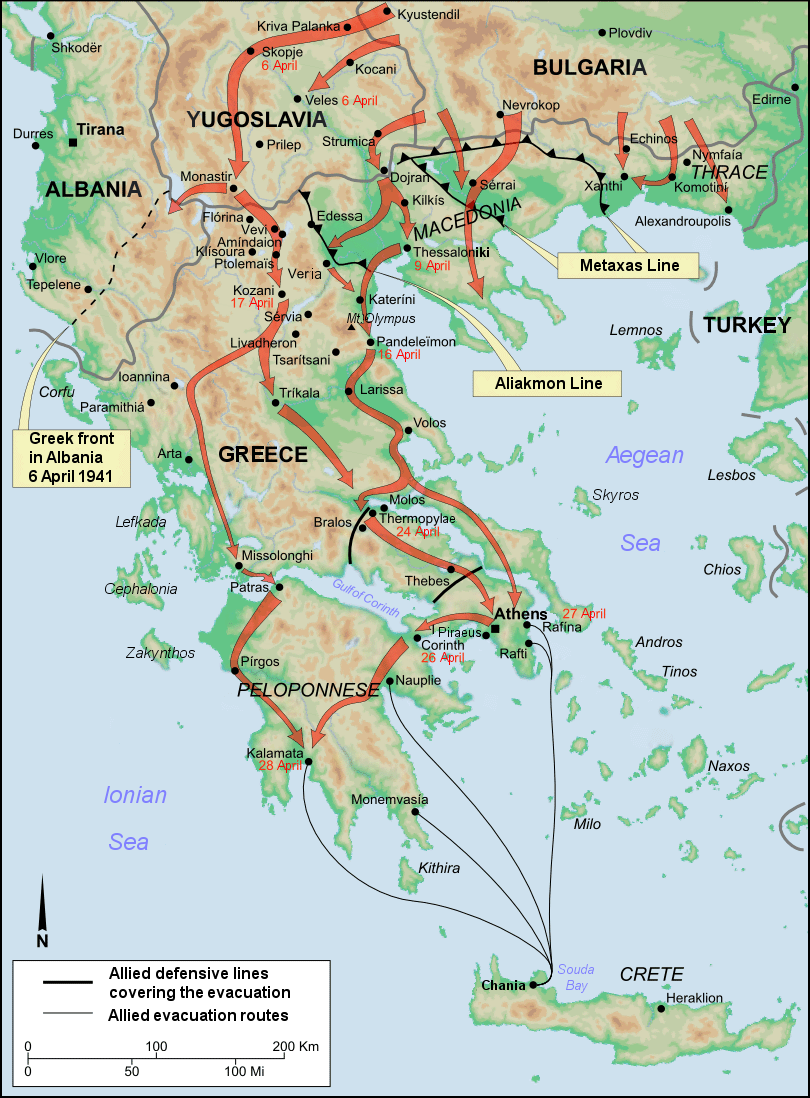
Наступ сил Осі і шляхи евакуації на Крит

Операція «Демон» (англ. Operation Demon) — операція по евакуації британських Союзних військ з території континентальної Греції, проведена в ході Грецької кампанії Другої світової війни британським Королівським флотом в період 24 квітня — 1 травня 1941 року. Війська виводилися на острів Крит і далі в Північну Африку. Операція була в цілому успішною.